# Songfa Lu
Songfa Lu (chiń. 淞发路站) – stacja początkowa metra w Szanghaju, na linii 3. Zlokalizowana jest pomiędzy stacjami Zhanghuabang oraz Changjiang Nan Lu. Została otwarta 18 grudnia 2006.